# Adolf Tochterman

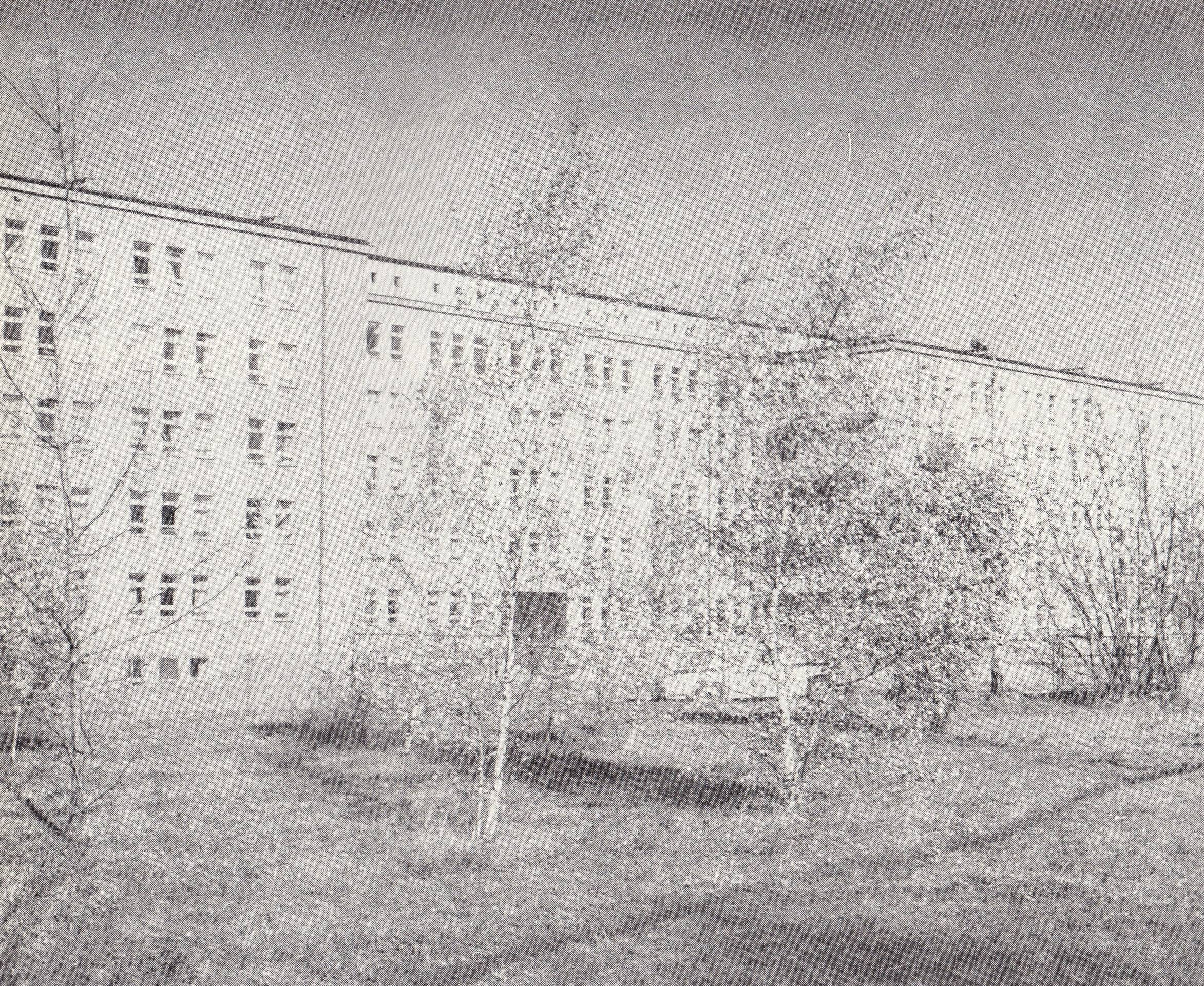
Szpital im. T. Chałubińskiego przy ul. A. Tochtermana w Radomiu

Adolf Tochterman (ur. 1892 w Pilicy, zm. 1955 w Warszawie) – lekarz internista, społecznik miasta Radomia.

## Życiorys
Pochodził z rodziny kolonistów niemieckich, jego ojciec był pastorem w kościele w Pilicy. Studia medyczne rozpoczął w 1912 roku w Kijowie, natomiast ukończył w 1920 w Krakowie. W latach 1926–1955 był ordynatorem szpitala miejskiego w Radomiu (obecnie przy ulicy jego imienia).
Został pochowany na cmentarzu ewangelickim w Radomiu. Na ścianie kamienicy przy ul. Piłsudskiego 7, w której prowadził gabinet, w 2010 wmurowano tablicę poświęconą jego pamięci.
Jego stryjem był Adolf Tochtermann.